# Кипаренко, Иван Поликарпович
Иван Поликарпович Кипаренко (1903  — ?) — советский партийный и государственный деятель, председатель Ростовского облисполкома (1943—1948).

## Биография
Родился в июне 1903 года в с. Ново-Григорьевка Таврической губернии в семье крестьянина-батрака.
Член ВКП(б) с 1920 года.
В 1915-1920 гг. чернорабочий на рыбных промыслах в с.Никольское Астраханской губернии.
- 1920 заместитель секретаря Никольского комитета РКСМ.
- 1920-1921 организатор и секретарь волостной ячейки РКП(б) в с. Бараниковское.
- 1921-1924 зам. зав., заведующий агитпропотделом Белоглинского укома РКП(б).
- 1925-1928 служба в РККА.
- 1928-1929 зав. агитпропотделом Петровского РК ВКП(б).
- 1929-1930 инспектор отделения Ставропольского крайсоюза потребительских обществ.
- 1930-1934 студент Новочеркасского индустриального института им. Орджоникидзе.
- 1934-1938 главный инженер, с 1937 г. директор кондитерской фабрики им. 17-го партсъезда в Ростове-на-Дону.
- 1938 зав. промышленно-транспортным отделом ростовского обкома ВКП(б).
- 1938-1939 первый секретарь Шахтинского горкома ВКП(б).
- 1939-1941 секретарь по кадрам, третий и второй секретарь Ростовского областного комитета ВКП(б).
- 1941—1943 гг. — второй секретарь Ростовского областного комитета ВКП(б), заместитель председателя Ростовского городского комитета обороны,
- 1943—1948 гг. — председатель исполнительного комитета Ростовского областного Совета.
- декабрь 1948 - декабрь 1949 слушатель курсов переподготовки при ЦК ВКП(б).
- с 31 декабря 1949 зам. заведующего Планово-финансово-торговым отделом ЦК ВКП(б).
- с 23 апреля 1953 зам. зав. Отделом административных и торгово-финансовых органов ЦК ВКП(б).
- с 1 июня 1954 первый заместитель заведующего Отделом торгово-финансовых и плановых органов ЦК ВКП(б).
- с 12 декабря 1955 заведующий сектором плановых органов, статистики и трудовых резервов Отдела торгово-финансовых и плановых органов ЦК ВКП(б).

С 13 февраля 1963 г. на пенсии.
Избирался депутатом Верховного Совета СССР 1-го и 2-го созывов, делегатом XVIII съезда ВКП(б).

## Награды
Награжден орденами Отечественной войны I степени, Трудового Красного Знамени (за успешную работу по подъёму угледобычи в Донбассе в 1939 году), «Знак Почёта» (29.02.1944).